# Virgilio Mantegazza
Virgilio Mantegazza, né le 30 janvier 1889 à Milan  et mort le 3 juillet 1928 dans la même ville, est un escrimeur italien, ayant pour arme l'épée.

## Biographie
Virgilio Mantegazza remporte une médaille de bronze olympique dans l'épreuve d'épée par équipes aux Jeux olympiques d'été de 1924 à Paris. Il termine sixième de l'épreuve individuelle.